# Sebastian Coe
Sebastian Newbold Coe, Baron Coe, CH, KBE (* 29. September 1956 in Chiswick, London; auch als Seb Coe bekannt) ist ein britischer Sportfunktionär, Politiker und ehemaliger Leichtathlet. Als Mittelstreckenläufer gewann er vier olympische Medaillen, davon zwei goldene im 1500-Meter-Lauf bei den Olympischen Spielen 1980 und 1984. Darüber hinaus stellte er acht Weltrekorde auf. Nach seinem Rücktritt vom Spitzensport war Coe von 1992 bis 1997 Abgeordneter des House of Commons für die Conservative Party. 2000 wurde er Life Peer und gehört seither dem House of Lords an. Er leitete die erfolgreiche Bewerbung Londons für die Olympischen Spiele 2012 und war ab 2005 Vorsitzender des Organisationskomitees LOCOG, bis er Ende 2012 den Vorsitz der British Olympic Association übernahm. Von 2007 bis 2015 war er Vizepräsident des Leichtathletikweltverbandes IAAF (seit 2020: World Athletics) und wurde dann im August 2015 zu dessen Präsidenten gewählt, sowie im September 2019 und im August 2023 wiedergewählt.

## Biografie

### Jugend
Coe wurde im Londoner Stadtteil Chiswick geboren. Seine Mutter Tina Angela Lal stammte aus Indien und war die Tochter eines Panjabi-Vaters und einer Engländerin. Sein Vater war Peter Coe, ein Ingenieur walisischer und irischer Herkunft. Zur Familie gehörten auch ein Bruder und zwei Schwestern. Coe wuchs in Sheffield auf und zeigte Talent als Mittelstreckenläufer. Trainiert wurde er hauptsächlich von seinem Vater, der mit wenig theoretischen Vorkenntnissen spezifisch auf ihn abgestimmte Trainingsprogramme umsetzte. Coe studierte Wirtschaftswissenschaft und Sozialgeschichte an der Loughborough University und trat dem Haringey Athletics Club bei. An der Universität begegnete er dem Leichtathletiktrainer George Gandy, der ein Konditionstraining entwickelt hatte, das gemäß Coes Aussagen „revolutionär“ war und die Basis für die späteren Erfolge bildete. Er orientierte sich an den Trainingsprinzipien von Frank Horwill, der mit dem British Milers' Club den Mittelstreckenlauf in Großbritannien reorganisiert hatte.

### Sportkarriere

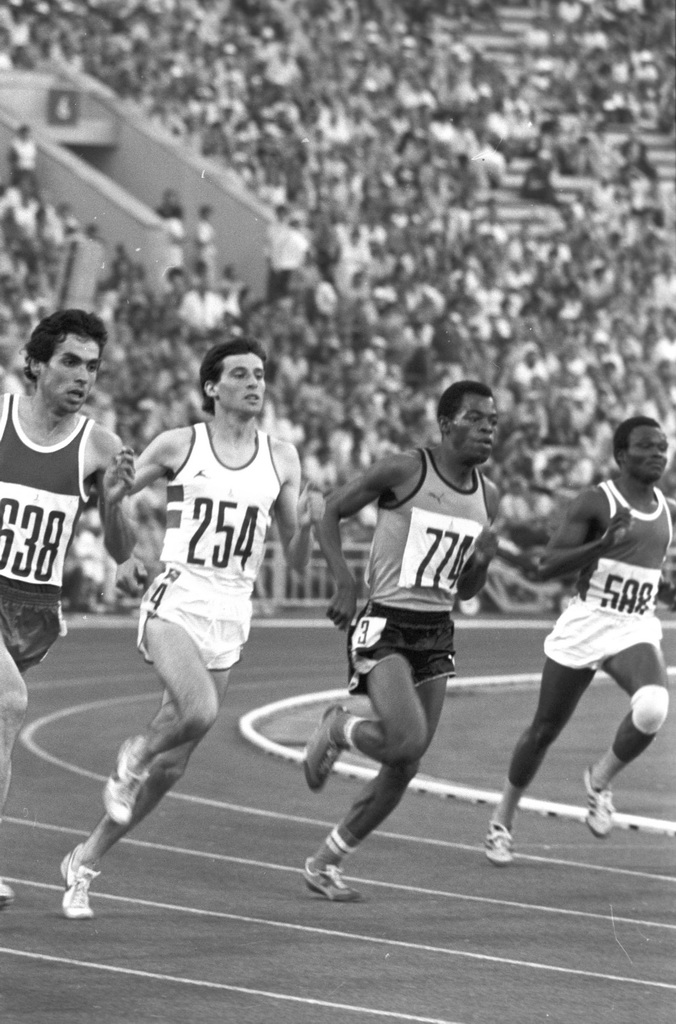
800-Meter-Lauf bei den Olympischen Spielen 1980 in Moskau; Coe mit der Nr. 254

1977 gewann Coe sein erstes bedeutendes Rennen, einen 800-Meter-Lauf bei den europäischen Halleneuropameisterschaften in San Sebastián. Seine erste Begegnung mit seinem späteren Hauptrivalen Steve Ovett hatte er fünf Jahre zuvor bei einem Schulcrosslauf gehabt, jedoch konnte keiner der beiden gewinnen. Das erste internationale Aufeinandertreffen der Rivalen folgte bei den Europameisterschaften 1978 in Prag. Im 800-Meter-Lauf, den Olaf Beyer gewann, lief Ovett auf den zweiten und Coe auf den dritten Platz.
Einige Wochen später holte sich Coe in Crystal Palace mit 1:43:97 min den britischen Rekord zurück, den Ovett in Prag unterboten hatte. 1979 stellte Coe innerhalb von 41 Tagen drei neue Weltrekorde auf. In Oslo lief er die 800 Meter in 1:42:33 min und die Meile in 3:48:95 min, später in Zürich die 1500 Meter in 3:32:03 min. Coe war damit der erste Sportler, der alle drei Rekorde gleichzeitig innehatte. Über alle drei Distanzen blieb er in diesem Jahr ungeschlagen. 1980 unterbot er mit einer Zeit von 2:13,40 min Rick Wohlhuters Weltrekord im 1000-Meter-Lauf. Für rund 45 Minuten hielt er die Weltrekorde über alle vier Mittelstrecken, bis Ovett den Meilenrekord verbesserte. Bei den Olympischen Spielen 1980 in Moskau galt Coe über 800 Meter als Favorit, wurde aber lediglich Zweiter hinter Ovett. Coe bezeichnete den Lauf als das „taktisch schlechteste Rennen meines Lebens.“ Er revanchierte sich und gewann vier Tage später den 1500-Meter-Lauf.
Im Juni 1981 lief Coe mit 1:41,73 min einen 800-Meter-Weltrekord, der erst 16 Jahre später durch Wilson Kipketer gebrochen werden sollte. Sein einen Monat später aufgestellter Weltrekord über 1000 Meter von 2:12,18 min wurde erst 1999 durch Noah Ngeny verbessert. Beide Zeiten sind heute noch britischer Rekord. Wie schon 1979 blieb er in der Saison 1981 über 800 und 1500 Meter ungeschlagen. Die Saison 1982 verkürzte sich aufgrund einer Verletzung erheblich, dennoch konnte er bei den Europameisterschaften 1982 in Athen die Silbermedaille im 800-Meter-Lauf gewinnen. 1983 begann Coe die Saison mit zwei Hallenweltrekorden über 800 und 1000 Meter, litt aber daraufhin längere Zeit an Toxoplasmose. Aus diesem Grund verpasste er die erstmals ausgetragenen Weltmeisterschaften.
Coe nahm im Frühjahr 1984 wieder an Wettkämpfen teil und wurde für die Olympischen Spiele 1984 in Los Angeles nominiert, obwohl er bei den britischen Meisterschaften knapp von Peter Elliott geschlagen worden war. In Los Angeles gewann er über 800 Meter die Silbermedaille hinter dem Brasilianer Joaquim Cruz. Den Olympiasieg im 1500-Meter-Lauf konnte er wiederholen, was seither keinem weiteren Athleten gelungen ist. 1985 ließ Coe die Saison ruhig angehen, da er den Umstieg auf die 5000 Meter plante (was aber letztlich nie geschah). Zudem litt er an Rückenschmerzen, weshalb er mehrere Trainingswochen verpasste. Gegen Saisonende gelangen ihm wieder schnelle Zeiten, er verlor aber seinen Meilen-Weltrekord an Steve Cram. Bei den Europameisterschaften 1986 in Stuttgart feierten die Briten einen Dreifachsieg, als Coe vor Tom McKean und Steve Cram den 800-Meter-Lauf gewann. Zudem belegte er über 1500 Meter den zweiten Platz hinter Cram.
Aufgrund einer Verletzung musste Coe fast die gesamte Saison 1987 pausieren. Im darauf folgenden Jahr wurde er nicht für das britische Team der Olympischen Spiele 1988 in Seoul nominiert, nachdem er sich bei den Ausscheidungen in Birmingham über 1500 Meter nicht hatte qualifizieren können. Der Daily Mirror startete eine Medienkampagne und IOC-Präsident Juan Antonio Samaranch setzte sich vergeblich dafür ein, die Regeln zugunsten Coes zu ändern. Indien, das Heimatland seiner Mutter, bot ihm einen Startplatz an, doch er lehnte ab. 1989 gewann Coe nochmals den britischen Meistertitel über 1500 Meter. Zu Beginn des Jahres 1990 trat er zurück, nachdem er wegen einer Brustinfektion die Commonwealth Games 1990 in Auckland verpasst hatte.

### Politiker und Sportfunktionär

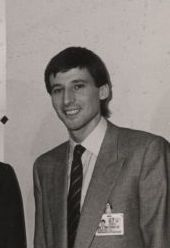
Sebastian Coe im Jahr 1987

Als Kandidat der Conservative Party trat Coe zu den Unterhauswahlen 1992 an. Mit 36,9 % der Stimmen wurde er im Wahlkreis Falmouth & Camborne in der Grafschaft Cornwall gewählt. Fünf Jahre später unterlag er bei den Unterhauswahlen 1997, als die konservative Partei die Hälfte ihrer Parlamentssitze verlor und die Regierung abgewählt wurde, der Labour-Kandidatin Candy Atherton. Mit noch 28,8 % der Stimmen kam er auf den zweiten Platz. Nachdem er für kurze Zeit Stabschef von William Hague gewesen war, wurde er 2000 zu einem Life Peer erhoben. Er führt den Titel Baron Coe, of Ranmore in the County of Surrey, und ist seither Mitglied des House of Lords.
Als London die Bewerbung für die Olympischen Spiele 2012 ankündigte, übernahm Coe die Aufgabe des offiziellen Botschafters und war Geschäftsleitungsmitglied des Bewerbungskomitees. Ab Mai 2004 präsidierte er die Geschäftsleitung und begleitete die Bewerbung durch die letzte Phase. Kommentatoren bezeichneten Coes Lobbyarbeit und die Präsentation bei der entscheidenden IOC-Sitzung im Juli 2005 als besonders effektiv. Schließlich erhielt London am 6. Juli den Zuschlag. Drei Monate später übernahm er das Amt des Vorstandspräsidenten des London Organising Committee of the Olympic Games and Paralympic Games. In dieser Funktion hielt er die Begrüßungsrede des Komitees anlässlich der Eröffnungsfeier der Spiele am 27. Juli 2012 in London. Jacques Rogge verlieh Sebastian Coe 2012 den Olympischen Orden. Im November 2012 übernahm Coe den Vorsitz der British Olympic Association und trat damit die Nachfolge von Lord Moynihan an.
Am 19. August 2015 wurde Coe mit 115 zu 92 Stimmen zum sechsten Präsidenten der IAAF gewählt, unterlegener Mitkandidat war der Ukrainer Serhij Bubka. Coe trat sein Amt am 31. August an. Mit dem Amtsantritt wäre er automatisch auch Mitglied des IOC geworden. Die Aufnahme fand jedoch erst fünf Jahre später durch Beschluss der IOC-Session am 17. Juli 2020 statt. Coe stellte die Wahl über den Gewinn seiner Goldmedaillen und den Zuschlag zur Austragung der Olympischen Spiele für London. Er versprach, in seinem neuen Amt gegen Doping vorzugehen und die Leichtathletik wieder attraktiv für die Menschen zu machen. Während der Vollversammlung des Weltverbandes in Doha im September 2019 wurde er ohne Gegenkandidaten einstimmig als Präsident wiedergewählt. Im August 2023 wurde er in Budapest ohne Gegenkandidaten mit 192 von 195 Stimmen bei drei Enthaltungen als Präsident wiedergewählt.
Neben seinen Ehrenämtern im Sport ist Coe Teilhaber und Aufsichtsrat des Sportmarketing-Unternehmens CSM. Außerdem hat er Beraterverträge mit Nike und dem FC Chelsea.

### Privates und Familie
Coe heiratete 1990 die frühere Vielseitigkeitsreiterin Nicky McIrvine, mit der er zwei Söhne und zwei Töchter hat. Zwölf Jahre später wurde die Ehe geschieden. 2003 begann er eine Beziehung mit Carole Annett, der Tochter des Cricket-Nationalspielers M. J. K. Smith. Das Paar heiratete im Juli 2011.

## Persönliche Bestzeiten
- 400 m: 46,87 s, 14. Juli 1979 in London
- 800 m: 1:41,73 min, 10. Juni 1981 in Florenz
  - Halle: 1:44,91 min, 12. März 1983 in Cosford
- 1000 m: 2:12,18 min, 11. Juli 1981 in Oslo
  - Halle: 2:18,58 min, 19. März 1983 in Oslo
- 1500 m: 3:29,77 min, 7. September 1986 in Rieti
- 1 Meile: 3:47,33 min, 28. August 1981 in Brüssel
- 2000 m: 4:58,84 min, 5. Juni 1982 in Bordeaux
- 3000 m (Halle): 7:54,32 min, 8. März 1986 in Cosford

## Buchveröffentlichungen (Auswahl)
- mit David Miller: Running Free. St Martins Press, New York NY 1981, ISBN 0-312-69600-0.
  - Running free. Meyer & Meyer, Aachen 1988, ISBN 3-89124-055-4.
- mit Peter Coe: Running for Fitness. HarperCollins Distribution Services, 1983, ISBN 978-0-907-51621-7

## Auszeichnungen
- Weltsportler des Jahres 1979, 1981
- Europas Sportler des Jahres 1979, 1981
- Weltsportler des Jahres (La Gazzetta dello Sport): 1979, 1981
- Weltsportler des Jahres (L’Équipe): 1982
- Sir John Cohen Memorial Award 1981
- Prinz-von-Asturien-Preis 1987
- Aufnahme in die IAAF Hall of Fame 2012

## Orden und Ehrenzeichen
- Member des Order of the British Empire, 1982
- Officer des Order of the British Empire, 1990
- Knight Commander des Order of the British Empire, 2006
- Companion of Honour, 2012